# 地ネギ

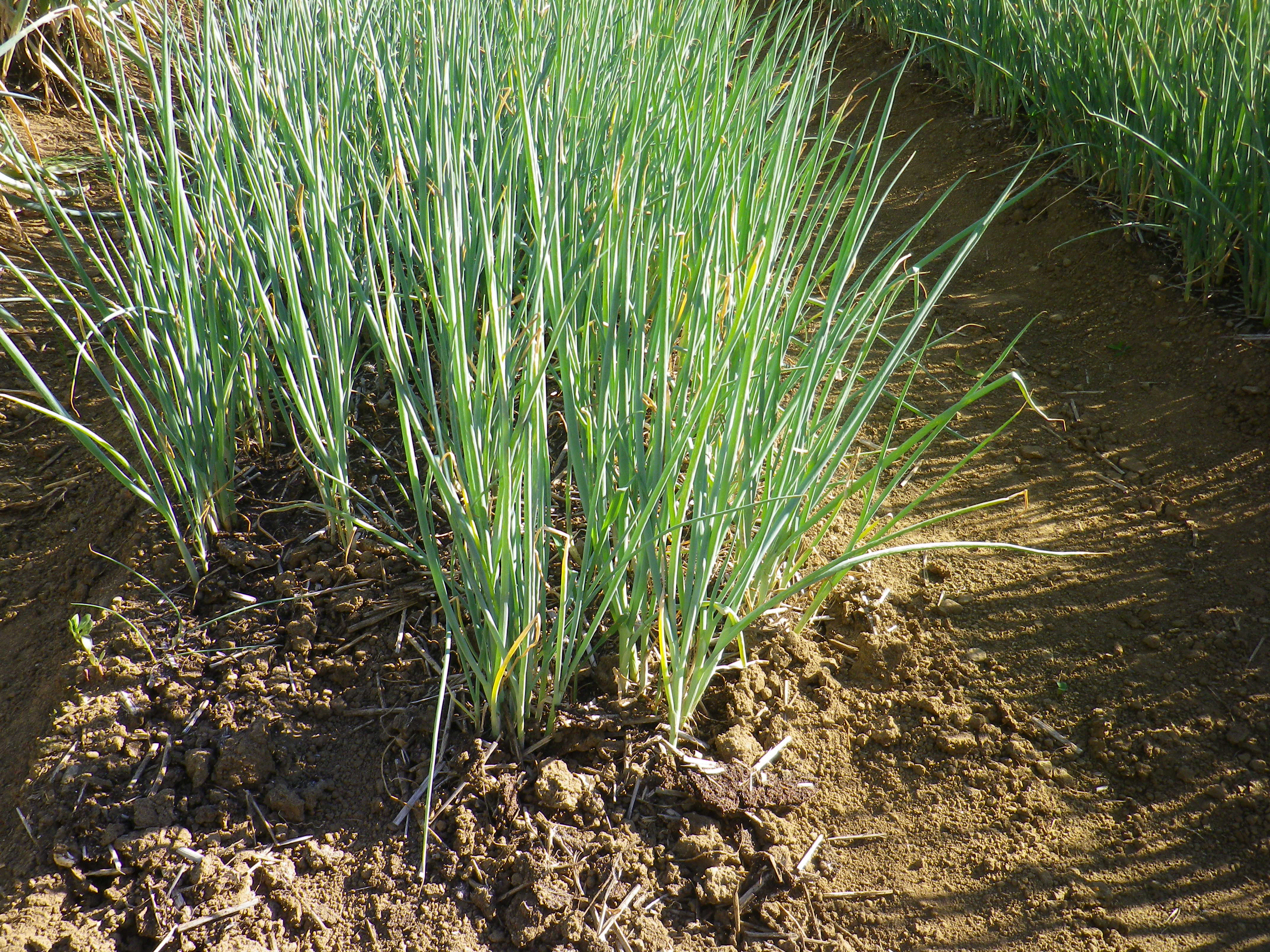
地ネギ　圃場

地ネギ（じネギ）は、神奈川県小田原付近で栽培されているネギの品種。別名「真ネギ（まねぎ）」。

## 来歴
明治時代から自家用に栽培されていた夏ネギ、または分けつ性の草ネギがもとという説があるが、詳細は不明。なお、小田原以西は葉ネギ文化であり、小田原より東は軟白ネギ文化とも言われている。これについては、北条早雲が持ち込んだという説がある。

## 品種の特性
分けつ性の葉ネギで、葉は柔らかい。寒さにあうと葉梢表面が赤紫に着色することがある。食味は良く、薬味や汁の具に向く。

## 栽培
- 5月下旬 - 8月上旬：播種
- 7月中旬 - 10月中旬：40 - 50cmで収穫（8月下旬 - 9月上旬に移植して軟白化させることもある）
- 5月中下旬：種を自家採種する

## 生産の現状
戦前から小田原の足柄・久野地区および南足柄で栽培され、近くの温泉場に薬味用に出荷された。しかし、九条ネギが昭和20年代後半から昭和30年始めにかけて普及し始め生産量が減る。現在では、直売所への出荷や自家用生産となっている。